# Literární komparatistika
Literární komparatistika (někdy jen komparatistika, případně obecná a srovnávací literatura; německy Komparatistik/Vergleichende Literaturwissenschaft, francouzsky Littérature comparée; anglicky Comparative literature, z lat. comparare, srovnávat) je jednou z disciplín literární vědy. Srovnávací metodou zkoumá vztahy, společné rysy a rozdíly jednotlivých děl různých národů a v různých jazycích.

## Předmět, postavení a metody komparatistiky
Předmětem komparatistiky je světová literatura, tj. písemnictví všech jazyků, národů a kultur. Komparatista pak může zkoumat vztah mezi dvěma konkrétními díly (např. vztah Hésiodovy Theogonie a eposu Enúma eliš), mezi souborem děl různých národů (např. vliv německé barokní lyriky na českou), případně celých kulturních okruhů (např. literatura zenového buddhismu a beat generation). Komparatista tedy musí mít široký kulturní rozhled a patřičnou jazykovou výbavu.
Přes svou staletou existenci nemá komparatistika v současné době pevné postavení v rámci literární vědy, resp. teorie kultury; již od meziválečné doby probíhají akademické diskuse, čím že vlastně komparatistika jest, na což existují různé pohledy:
- tzv. přístup francouzský (kdy např. Paul Van Tieghem přisuzoval komparatistice zkoumání čistě binárních vztahů mezi díly)
- tzv. přístup americký (Čechoameričan René Wellek, new criticism)
- tzv. přístup německý, širšího záběru, někdy zahrnuje i hermeneutiku, recepční estetiku aj..